# Capão (Armação dos Búzios)
Capão é um bairro de Armação dos Búzios, no estado do Rio de Janeiro.
Possui cerca de de mil habitantes e está localizado perto da praia de Tucuns.